# 帛琉—菲律賓關係
帛琉－菲律賓關係是指帛琉共和國與菲律賓共和國之間的雙邊關係。

## 背景
1997年7月15日，帛琉與菲律賓正式建立外交關係。建交儀式於馬尼拉舉行，由菲律賓外交部長多明戈·西亞松以及帕勞國務部長安德烈斯·烏赫貝洛監督。